# Robert Menzies
Robert Gordon Menzies (ur. 20 grudnia 1894 w Jeparit, zm. 15 maja 1978 w Melbourne) – australijski polityk, 12. premier Australii. Założyciel Liberalnej Partii Australii. Był premierem Australii łącznie przez 18 lat, w latach 1939–1941 i 1949–1966, co stanowi niepobity do dziś rekord. Stał na czele dziesięciu gabinetów federalnych.

## Wczesne lata życia
Robert Menzies był synem woźnego z Jeparit Jamesa Menziesa, syna szkockich imigrantów, którzy przybyli do Australii w połowie XIX w. podczas „gorączki złota”. Matką Roberta była Kate Sampson, córka Johna Sampsona, górnika z Penzance. Zarówno ojciec, jak i jeden ze stryjów Menziesa byli deputowanymi do stanowego parlamentu Wiktorii, wuj Roberta reprezentował okręg Wimmera w Izbie Reprezentantów. Robert pobierał nauki początkowo w lokalnej szkole, a następnie w prywatnych szkołach w Ballarat i Melbourne. Później rozpoczął studia na uniwersytecie w Melbourne na kierunku prawo.
Po wybuchu I wojny światowej Menzies zapisał się do uniwersyteckiej milicji, ale nie zgłosił się do wojska, chociaż deklarował swoje poparcie dla wojny. Studia ukończył w 1918, zdobywając wcześniej wiele akademickich wyróżnień. Po studiach rozpoczął praktykę adwokacką w Melbourne rychło stając się jednym z najbardziej znanych adwokatów w mieście. W 1919 poznał Pattie Leckie (1899–1995), córkę nacjonalistycznego polityka Johna Leckiego i May Beatrice Johnson. Ślub Roberta i Pattie odbył się 27 września 1920 w kościele prezbiteriańskim w Kew. Robert i Pattie mieli czworo dzieci, z których jedno wcześnie zmarło.

## Początki kariery politycznej
W 1928 Menzies zrezygnował z praktyki adwokackiej i rozpoczął karierę polityczną. Jako reprezentant nacjonalistów zasiadał w stanowym parlamencie Wiktorii. Podczas kampanii wyborczej jego przeciwnicy wypomnieli mu niezgłoszenie się do wojska w 1914, ale Menziesowi udało się przetrzymać ataki przeciwników. W latach 1932–1934 pełnił różne stanowiska ministerialne w rządzie Wiktorii. Był również zastępcą premiera tej prowincji.

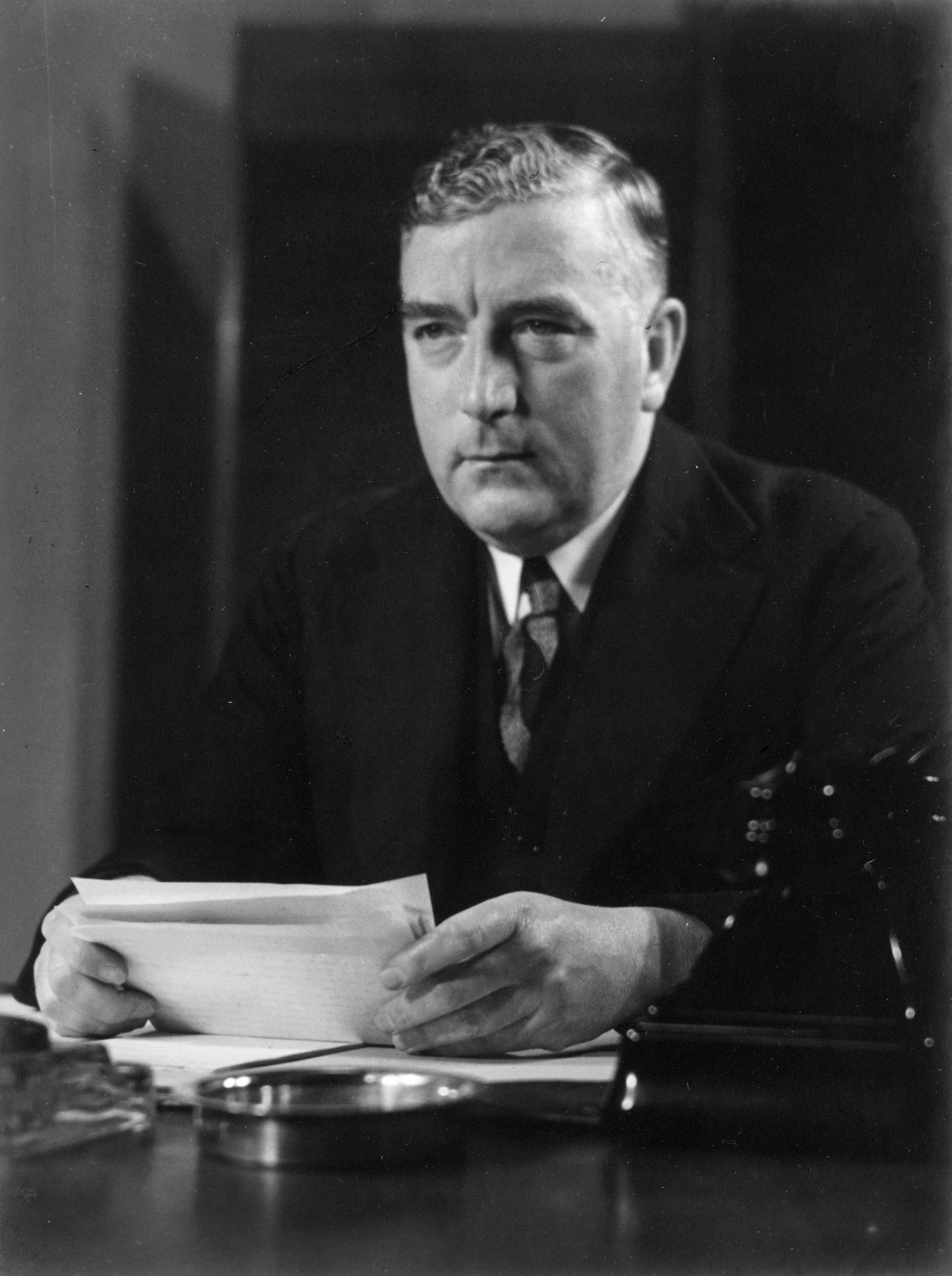
Robert Menzies, 1939

Kariera Menziesa w polityce federalnej rozpoczęła się w 1934, kiedy został on wybrany do Izby Reprezentantów w okręgu Kooyong jako reprezentant Partii Zjednoczonej Australii. Jeszcze w tym samym roku został mianowany ministrem przemysłu i prokuratorem generalnym w rządzie Josepha Lyonsa. Rychło został wiceprzewodniczącym swojej partii. Uznawano go za naturalnego następcę Lyonsa, kiedy ten odejdzie na emeryturę. W 1939 Menzies nieoczekiwanie zrezygnował z pełnionych funkcji krytykując przy tym politykę rządu. Wkrótce później, 7 kwietnia 1939, zmarł Joseph Lyons.

## Pierwszy raz na stanowisku premiera
Przez kilka następnych dni tymczasowym premierem był lider Partii Agrarnej, koalicjanta UAP, Earle Page. 26 kwietnia Menzies został wybrany liderem Partii Zjednoczonej Australii i zaprzysiężony jako premier Federacji. Wówczas Page niespodziewanie ogłosił, że nie będzie ministrem w rządzie Menziesa i na forum Izby Reprezentantów zaatakował premiera oskarżając go ponownie o uchylenie się od służby wojskowej w 1914 oraz o zdradzieckie działania przeciwko Lyonsowi. Partia Krajowa zerwała koalicję, a Menzies stanął na czele mniejszościowego rządu. Po kilku miesiącach jednak Page przestał być liderem Partii Krajowej, a jego następca, Archie Cameron, odnowił koalicję z UAP. Menzies wybaczył później Page’owi zachowanie z 1939, ale jego żona do końca życia nie rozmawiała z dawnym liderem Partii Krajowej.
Kiedy we wrześniu 1939 Wielka Brytania wypowiedziała wojnę hitlerowskim Niemcom Australia również przystąpiła do antyniemieckiej koalicji. Jednak Menzies jako premier czasu wojny budził wiele kontrowersji. Wciąż wypominano mu jego zachowanie z 1914 a sytuację premiera pogarszał fakt, że jako prokurator generalny złożył w 1938 wizytę w Niemczech, podczas której wypowiedział kilka pochwalnych słów na temat panującej w Niemczech sytuacji. Wybory 1940 o mały włos nie doprowadziły do porażki UAP, a rząd Menziesa utrzymał się tylko dzięki poparciu dwóch niezależnych deputowanych. Australijska Partia Pracy odrzuciła propozycję Menziesa zawiązania wojennej koalicji.
W 1941 Menzies spędził kilka miesięcy w Wielkiej Brytanii dyskutując z Winstonem Churchillem na temat dalszych posunięć wojennych. Tymczasem jego pozycja na australijskiej scenie politycznej słabła. Kiedy premier powrócił z Londynu, okazało się, że utracił prawie całe poparcie i został zmuszony do rezygnacji. 28 sierpnia przestał być premierem, a kilka dni później liderem UAP. Premierem został lider Partii Krajowej Arthur Fadden.

## Powrót do władzy
Rząd Faddena nie przetrwał długo. Już w październiku 1941 do władzy doszli laburzyści a premierem został ich lider John Curtin. W 1943 laburzyści wygrali wybory parlamentarne. W tym samym roku Menzies, który wcześniej rozważał wycofanie się z polityki, ponownie stanął na czele UAP. W 1945 UAP przekształciła się w Australijską Partię Liberalną z Menziesem jako jej przewodniczącym. Liberałowie przegrali jednak swoje pierwsze wybory w 1946 i przy władzy pozostali laburzyści. Prawicowa prasa zaczęła się zastanawiać, czy z Menziesem na czele istnieje jakaś szansa na pokonanie Partii Pracy.

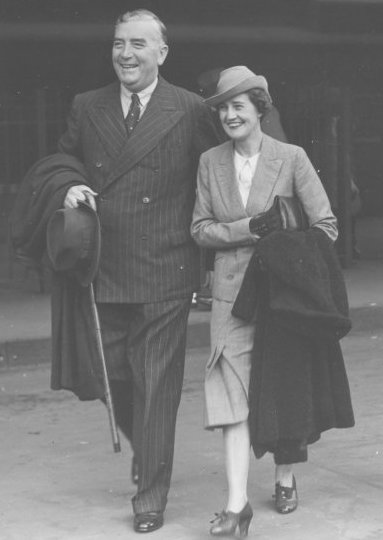
Menzies na spacerze z żoną Pattie w latach 40.

Menziesowi przyszła z pomocą antykomunistyczna atmosfera, jaka zaczęła narastać w przeciągu najbliższych lat. Odebrała ona sporo poparcia lewicowej Partii Pracy. Kiedy w 1947 premier Ben Chifley ogłosił chęć znacjonalizowania australijskich prywatnych banków, klasa średnia otwarcie poparła Menziesa. Sytuację laburzystów pogorszył strajk w kopalniach w 1949. Wybory powszechne w tym roku wygrali liberałowie i w grudniu Menzies ponownie został premierem Australii.
Liberałowie uzyskali jednak większość tylko w Izbie Reprezentantów. Senat pozostał w większości laburzystowski. W 1951 Menzies zgłosił projekt ustawy delegalizującej Partię Komunistyczną. Premier spodziewał się, że ustawa zostanie odrzucona w Senacie, co da mu pretekst do przedterminowego rozwiązania izby wyższej. Laburzyści poparli jednak ustawę, która rychło została uznana przez Sąd Najwyższy za niekonstytucyjną. Dopiero odrzucenie przez Senat ustawy bankowej dało Menziesowi pretekst do rozpisania przedterminowych wyborów, które dały liberałom większość w obu Izbach.
Później w 1951 Menzies zdecydował się przeprowadzić referendum dotyczące zmiany w konstytucji, która umożliwiłaby mu delegalizację Partii Komunistycznej. Przeciwko temu aktywnie protestowali laburzyści i referendum ostatecznie nie doszło do skutku. W tym samym czasie Menzies wysłał australijskie oddziały na wojnę koreańską i zawiązał ścisły sojusz ze Stanami Zjednoczonymi.

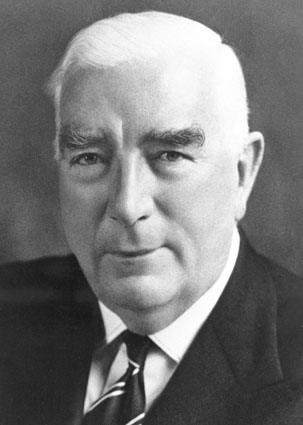
Robert Menzies, 1953

Pogarszająca się sytuacja ekonomiczna Australii przed wyborami 1954 sprawiła, że za ich faworyta uważano lidera laburzystów Herberta Vere’a Evatta. Wówczas Menzies ogłosił, że radziecki dyplomata w Australii, Władimir Petrow, zwrócił się do rządu federalnego o azyl polityczny dając do zrozumienia, że posiada wiedzę na temat radzieckiej siatki szpiegowskiej w Australii, w skład której wchodzić miało kilku członków sztabu wyborczego Evatta. Sprawa Petrowa przyczyniła się do wzrostu antykomunistycznych nastrojów w Australii, wyborczego zwycięstwa liberałów i rozpadu Partii Pracy.
Menzies wygrał wybory w 1955 i 1958. W tym czasie australijska gospodarka weszła w fazę powojennego boomu, napędzanego masową imigracją oraz rozwojem budownictwa. Wysokie zyski przynosił również eksport australijskich płodów rolnych. Partia Pracy stopniowo traciła na znaczeniu, jednak poparcie dla niej wzrosło na początku lat 60., kiedy ustawa kredytowa, mająca w zamierzeniach rządu przeciwdziałać inflacji, spowodowała wzrost bezrobocia. Wybory 1961 ponownie wygrali liberałowie, ale uzyskali minimalną większość w parlamencie (2 głosy). Menziesowi udało się jednak wykorzystać podziały w Labour na temat stosunku do zimnej wojny i sojuszu z USA, i po wyborach 1963 powiększył przewagę liberałów w parlamencie. Były to pierwsze wybory przy okazji których zorganizowano telewizyjną debatę, którą Menzies, dobiegający wówczas siedemdziesiątki, wygrał. W tym samym roku został odznaczony Orderem Ostu.
W 1965 Menzies zadecydował o wysłaniu australijskich wojsk na wojnę wietnamską. Decyzja ta, chociaż wówczas popierana przez społeczeństwo, stanie się poważnym obciążeniem dla następców Menziesa. Chociaż premier był gorącym zwolennikiem sojuszu ze Stanami Zjednoczonymi, dążył również do zachowania jak najściślejszych więzów z Wielką Brytanią.

## Emerytura
W styczniu 1966 Menzies odszedł na polityczną emeryturę i został zastąpiony na stanowisku premiera i lidera liberałów przez swojego ministra skarbu Harolda Holta. W tym samym roku królowa Elżbieta II nadała mu honorowy brytyjski tytuł lorda strażnika Pięciu Portów. Menzies udał się również na cykl wykładów do Stanów Zjednoczonych oraz opublikował dwa tomy swoich wspomnień. Po 1971 wycofał się z życia publicznego. W 1973 został odznaczony japońskim Orderem Wschodzącego Słońca. Zmarł na zawał serca w Melbourne w 1978. Został uhonorowany pogrzebem na koszt państwa.
Menzies był premierem łącznie przez 18 lat, 5 miesięcy i 12 dni, najdłużej ze wszystkich australijskich premierów. Krytycy zarzucali mu, że swoje sukcesy osiągał głównie dzięki szczęściu, powojennemu boomowi gospodarczemu oraz umiejętnemu wygrywaniu antykomunistycznych nastrojów. Te zarzuty opozycjonistów czynią Menziesa w oczach jego zwolenników jednym z najwybitniejszych polityków w historii Australii.